# مسلمانان اسلاو

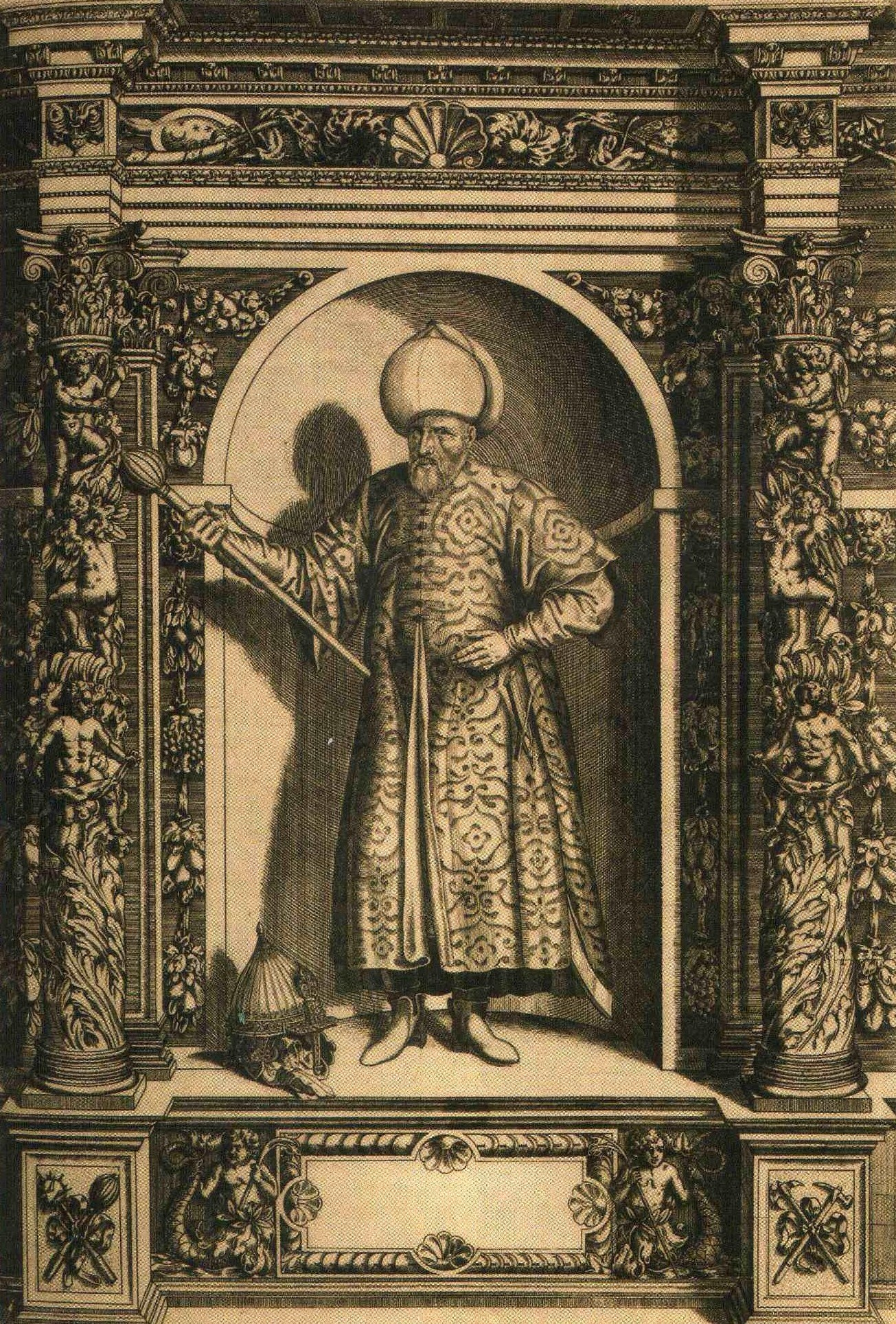
سوکلو محمد پاشا، یکی از مشهورترین مسلمانان اسلاو

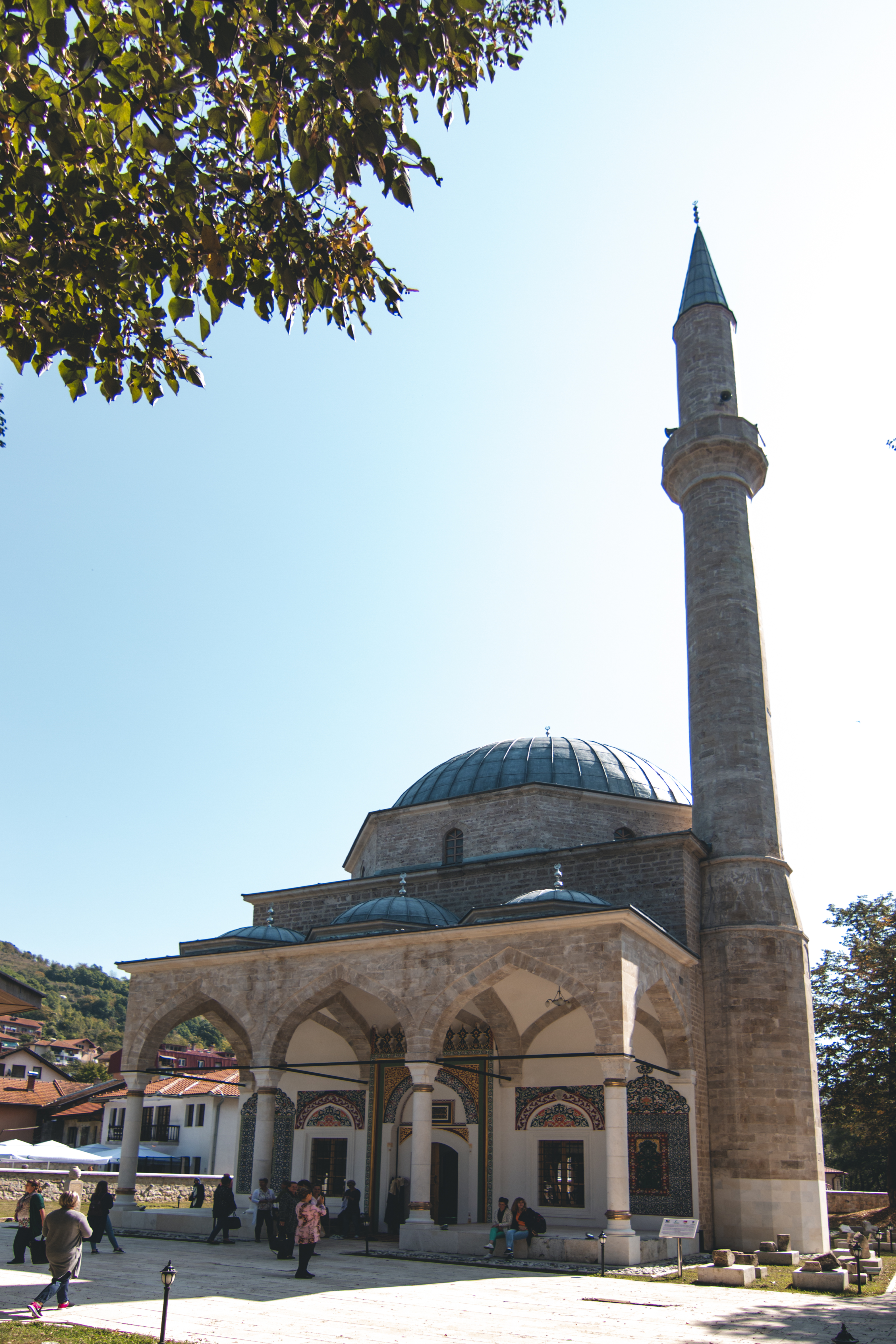
مسجدی در بوسنی و هرزگوین

اسلاوهای مسلمان یا مسلمانان اسلاو، گروه‌های قومی یا گروه‌های فرعی از اسلاوها هستند که پیرو اسلام هستند. این اصطلاح اغلب در مطالعات بالکان، جنوب شرقی اروپا، قفقاز، کریمه و منطقه ولگا استفاده می‌شود. اکثر مسلمانان اسلاو در بوسنی و هرزگوین، آلبانی، کوزوو، مونته‌نگرو، بلغارستان و برخی جمهوری‌های روسیه یافت می‌شوند. مسلمانان اسلاو را در جنوب صربستان و مقدونیه شمالی نیز می‌توان یافت. مسلمانان اسلاو گرچه مسلمانند، ولی مهاجر نیستند و بومی اروپا هستند. از جمعیت‌های اسلاو مسلمان می‌توان آلبانیایی‌ها، یونانی‌ها، رومی‌ها، ترک‌های بالکان، پوماک‌ها، یوروکس‌ها، تاتارهای ولگا و تاتارهای کریمه را نام برد. برخلاف مسلمانان در اروپای غربی، که اکثراً مهاجران جدید غیراروپایی یا فرزندان مهاجران قدیمی هستند.

## اسلاوهای جنوبی مسلمان
مسلمانان اسلاوی قومی در بالکان غربی از مذهب حنفی، زیرمجموعهٔ اسلام سنی پیروی می‌کنند. طبق ایدئولوژی مذهبی مسیحیت، که توسط مایکل سیلز ابداع شد، این باور وجود دارد که: «اسلاوها ذاتاً مسیحی هستند و هرگونه تغییر دین از مسیحیت خیانت به نژاد اسلاوی است» و به‌همین‌دلیل (همان‌طور که در ناسیونالیسم کروات و صربستان دیده می‌شود) مسلمانان اسلاوی بخشی از خویشاوندان قومی خود محسوب نمی‌شوند و با اسلام آوردن، خویشاوندانشان آنها را «ترک» به‌حساب می‌آورند.